# Hilda James
Hilda James, född 27 april 1904 i Warrington, död 27 juli 1982 i Birkenhead, var en brittisk simmare.
James blev olympisk silvermedaljör på 4 x 100 meter frisim vid sommarspelen 1920 i Antwerpen.